# HD 61925
HD 61925，又名CD-37 3770，SAO 198273、HR 2968，是一颗恒星，视星等为6，位于銀經251.54，銀緯-7.46，其B1900.0坐标为赤經7h 36m 23.8s，赤緯-37° -7.46′ 53″。